# Coco-Anleihe
Eine Coco-Anleihe oder bedingte Pflichtwandelanleihe (englisch contingent convertible bond oder kurz coco bond; auch Additional-Tier-1-Anleihe resp. AT1-Anleihe) ist eine langfristige, nachrangige Anleihe mit meist festem Kupon, die bei Eintreten von vorab festgelegten Ereignissen (Wandlungskriterien) automatisch von Fremd- in Eigenkapital gewandelt wird. Diese hybriden Anleihen machen Fremdkapitalgeber im Falle einer Wandlung zu haftenden Aktionären und verbessern die Eigenkapitalausstattung des Emittenten. Sind die Wandlungskriterien passend gesetzt, so geschieht dies gerade in für das Unternehmen wirtschaftlich ungünstigen Situationen. Ohne Auslösung der Wandlung läuft die Coco-Anleihe normal weiter, bis sie am Ende ihrer Laufzeit getilgt wird. Im Unterschied zur herkömmlichen Wandelanleihe wird automatisch gewandelt und es gibt kein Umtausch- oder Wahlrecht des Investors. Infolge der Finanzkrise ab 2007 wurden Coco-Anleihen für große Finanzinstitute diskutiert, um künftige Schieflagen systemrelevanter Banken besser in den Griff zu bekommen.
Coco-Anleihen eignen sich insbesondere für Emittenten unterdurchschnittlicher Bonität. Durch eine Wandlung erhält das Unternehmen – häufig ein Finanzinstitut – neues Eigenkapital ohne die Notwendigkeit einer Kapitalerhöhung oder einer staatlichen Hilfe, gleichzeitig sinken seine Zinsverpflichtungen. Die Haftung für eventuelle Fehlentwicklungen des Unternehmens geht so teilweise auf die Zeichner der Coco-Anleihen über. Eventuell ermöglicht dieser Mechanismus, dass Dritte vor einem notwendigen Eingriff im Sinne einer haftungsähnlichen Verpflichtung geschützt werden. Coco-Anleihen bringen bei Wandlung kein neues Geld in Form von Liquidität, sondern stärken das Unternehmen durch die Wandlung von Fremd- in Eigenkapital.

## Ausgestaltung von Coco-Anleihen
Bei der Ausgestaltung von Coco-Anleihen spielen die Wahl des Wandlungsauslösers (englisch trigger event), die Bedingungen, zu denen gewandelt wird, sowie die Laufzeit eine wichtige Rolle. Diese Parameter sollten zur individuellen Unternehmenssituation passend gewählt werden.

### Wandlungsauslöser
Der Wandlungsauslöser spezifiziert, unter welchen Umständen eine Wandlung in Eigenkapital und somit eine Stärkung der Kapitaldecke des Unternehmens erfolgt. Er kann rechnungslegungsorientiert, marktbasiert, regulatorisch oder sich auf mehrere Systeme beziehend ausgestaltet sein.

#### Rechnungslegungsorientierter Auslöser
Eine erste Variante besteht darin, sich bei der Definition des Auslösers an Größen der Rechnungslegung zu orientieren. Als Bezugsgröße bietet sich dabei das risikogewichtete Eigenkapital beziehungsweise die Eigenkapitalquote an. Sinnvoll erscheint dies, da ja die Wandlung gerade die Eigenkapitalquote direkt verbessert. Da jedoch rechnungslegungsbasierte Größen meist höchstens halb- oder vierteljährlich verfügbar sind, reagiert der Auslöser auch erst mit entsprechender Verspätung. Denkbar wäre daher, Sonderprüfungen durchzuführen und die Kriterien in kleineren Periodenzeiträumen zu prüfen. Dies bedingt jedoch eine Vorabdefinition der Entscheidungskriterien und die Wahl eines unabhängigen Entscheidungsträgers. Weitere problematische Aspekte betreffen die Abhängigkeit der bilanziellen Werte von den zugrundeliegenden Rechnungslegungsnormen, die Qualität der aufbereiteten Daten sowie der politische Druck.

#### Marktbasierter Auslöser
Auslöser, die auf marktbasierten Größen wie Aktienkursen oder Bonitätsaufschlägen (CDS-Spreads) beruhen, sind einfach ermittelbar und transparent. Diese können täglich von den Investoren wie auch der Bank nachvollzogen werden. Die Risiken liegen hier in der impliziten Volatilität sowie in der möglichen Beeinflussung der Aktienkurse zur Herbeiführung einer gewollten Wandlung.

#### Regulatorischer Auslöser
Einen anderen Ansatz wählt man mit Auslösern, die die Entscheidung über die Wandlung an den Regulator delegieren. Ist die jeweils nationale Bankenaufsicht der Ansicht, dass sich ein Institut in einer Schieflage befindet und den Verpflichtungen möglicherweise nicht mehr nachkommen kann, soll die Wandlung angeordnet werden. Eine solche Entscheidung könnte an das negative Ergebnis eines Stress-Tests anknüpfen, was ein frühes Umwandlungskriterium mit präventivem Charakter verkörpert. Es bleibt trotzdem die Frage offen, auf welcher Basis der Regulator besser als andere Akteure entscheiden können sollte.

#### Multivariater Auslöser
Die oben ausgeführten Bezugssysteme basieren jeweils auf einer Dimension. Duale Auslöser, bei denen zwei Bedingungen gleichzeitig erfüllt sein müssen, können spezifische Nachteile obiger Bezugssysteme relativieren. Da Coco-Anleihen ein institutsspezifisches Instrument darstellen, sollte ein multivariater Auslöser auch bankspezifische Faktoren beinhalten. Nach Meinung der Squam Lake Working Group on Financial Regulation (2009) sollte die Umwandlung in Eigenkapital an zwei Voraussetzungen gekoppelt sein. Einerseits muss die Regulierungsbehörde eine systematische Krise ausrufen, andererseits muss sich das Finanzinstitut in argen Schwierigkeiten befinden.

### Umwandlungsanteil und -preis
Der Umwandlungsanteil bestimmt, welcher Anteil der Coco-Anleihen im Falle der Wandlungsauslösung tatsächlich in Aktien gewandelt wird. Dieser braucht nicht bei 100 Prozent zu liegen, sondern lediglich sicherstellen, dass das Minimum an Eigenkapital wieder erreicht wird. Wie viele Aktien die Anleihe-Investoren erhalten, hängt vom Umwandlungspreis ab – dieser kann auf den Aktienkurs zum Emissionsdatum der Coco-Anleihe, zum Auslösungszeitpunkt der Wandlungskriterien oder einen (Durchschnitts-)Kurs zwischen den Zeitpunkten abstellen.
Der institutsspezifische Zweck von Coco-Anleihen wird maßgeblich durch die Wahl der Wandlungsschwelle bestimmt. Ein hoher Wandlungsauslöser bedeutet in diesem Kontext, dass die Schwelle, die Voraussetzung für eine Wandlung ist, schnell erreicht wird, wenn sich das Institut in finanziellen Schwierigkeiten befindet (laufender Sanierungspuffer). Gleichbedeutend erfolgt die Wandlung bei einem tiefen Wandlungsauslöser zu einem relativ späten Zeitpunkt, beispielsweise zur Absicherung während einer systemischen Krise. In letzterem Fall wären Coco-Anleihen eine Versicherung für schlechte Zeiten, da eine Wandlung nur im Notfall stattfindet. Dies macht sie für institutionelle Investoren attraktiver, da sie besser einschätzbar sind. Zudem gilt, dass je höher die Schwelle, ab der gewandelt wird, desto teurer wird die Coco-Anleihe für das emittierende Institut. Folgende Tabelle zeigt, wie die Auslöservarianten ausgelegt werden.
| Coco-Anleihen mit vertraglicher Auslösung | Mit hohem Auslöser                                                                                          | Mit tiefem Auslöser |
| ----------------------------------------- | --- | --- |
| Beschreibung                              | Der Auslöser ist so gesetzt, dass die Wandlung in angemessenem Abstand zum regulatorischen Minimum erfolgt. | Der Auslöser ist knapp über dem regulatorischen Minimum. |
| Verlusttragfähigkeit im laufenden Betrieb | Hoch, falls Umwandlung oder Abschreibung rasch erfolgt (Vertrauensbildung entscheidend).                    | Deutlich schwächer und später einsetzende Wirkung als höher auslösende Coco-Anleihen, da selbst in akuten Krisensituationen die ausgewiesene Kapitalquote noch über dem regulatorischen Minimum liegen kann. |
| Bedeutung in einer Krisensituation        | Rasche Stabilisierung, noch vor der eigentlichen Sanierungs- und Liquidationsphase.                         | Stabilisierung, Gewährleistung eines ausreichenden Handlungsspielraums im Falle einer Krise und Beitrag zur Sanierung und geordneten Liquidation.                                                            |

### Laufzeiten
Als weiteres Ausstattungsmerkmal der Coco-Anleihen ist die Festlegung der Laufzeit anzusehen. Diese sollte sich, neben den institutsspezifischen Bedürfnissen, an den verschiedenen Investorengruppen und deren Interessen orientieren. Berücksichtigt man die angedachte Funktion von Coco-Anleihen, für die Krisenprävention der Finanzinstitute zu sorgen, so sind langfristige Laufzeiten naheliegend.

## Marktfähigkeit von Coco-Anleihen
Bei der Marktfähigkeit gilt es das Investoreninteresse, die Preisfindung, den Einfluss der Ratingagenturen sowie mögliche Gefahren wie die Abwärtsspirale zu berücksichtigen.

### Unsicherheitsfaktor Investoreninteresse
Da es sich bei Coco-Anleihen um neuartige Papiere handelt und Investoren zu einem tendenziell ungünstigen Zeitpunkt zu Aktionären werden, bleibt die Platzierbarkeit offen und schwer abzuschätzen. Mitunter hängt der Erfolg davon ab, ob sich genügend institutionelle Investoren finden lassen. Folgende Tabelle listet die möglichen Abnehmergruppen und deren Interessen auf.
| Klassische Anleiheinvestoren | Hedgefonds | Mitarbeiter Kreditinstitute |
| --- | --- | --- |
| - Möglicherweise Probleme, gewandelte Coco-Anleihen zu halten, insbesondere bei FI-Investoren. - Vielen institutionellen Anlegern ist reglementarisch ein Engagement in Pflichtwandelanleihen untersagt. - Ohne Partizipation traditioneller Anleger werden sich Coco-Anleihen jedoch kaum durchsetzen. - Bilanzielle Behandlung unklar. | - Neue Zielgruppen mit höherem Risiko-Rendite-Profil als Investoren bisheriger hybrider Anleihen. - Neben Hedgefonds kommen auch vermögenden Privatkunden in Frage. - Beide könnten Coco-Anleihen zur Renditeoptimierung (bei schwierig einzuschätzendem Risiko) ihren Portfolios beimischen. | - Denkbar als variable Vergütung. - Positiver Nebeneffekt in der Beeinflussung der Anreizstrukturen. - Kleiner Anteil am Markt (10–25 %) und insgesamt zu klein, um große Teile aufzufangen. - Mögliche Probleme bei der praktischen Umsetzung, die zu Kapitalabzug am regulatorischen Eigenkapital führen. |

### Preisfindung
Dienen Coco-Anleihen zur Stärkung der Eigenkapitalbasis, so ist entscheidend, ob sie günstiger sind als Eigenkapital. Daher sind die Eigenkapitalkosten prinzipiell als Obergrenze für die Kosten dieses Finanzinstruments zu sehen. Da Investoren das Risiko tragen, zu einem ungünstigen Zeitpunkt Aktionär zu werden, ist für die Untergrenze mit einem höheren Kupon als bei Wandelanleihen zu rechnen. Dieses abzugeltende Optionselement (Short-Put-Option) ist eine Last für den Investor und ist ein Gegensatz zur herkömmlichen Wandelanleihe, wo diese Option einen Vermögenswert darstellt. Aus Investorensicht ist generell die Risiko-Rendite-Konstellation entscheidend, die derzeit besonders in Tiefzinsphasen attraktiv erscheint. Die Ausgabe der Instrumente durch die Emittenten ist deshalb relativ teuer, speziell bei optimistischen finanziellen Perspektiven. Kostenmildernd kann, da Coco-Anleihen zunächst als Fremdkapital in die Bilanz fließen, die steuerliche Absetzbarkeit der entstehenden Zinsaufwendungen wirken.
In der Praxis haben sich bisher verschiedene Höhen von Kuponzahlungen mit unterschiedlichen Bezügen herausgebildet. Eine Schlussfolgerung des Risikos anhand der Kuponhöhe ist deshalb kaum ein schlüssiges Konzept. Vielmehr ist der geforderte Risikoaufschlag für Coco-Anleihen derzeit noch unklar und wird anhand der institutsspezifischen Faktoren auch zukünftig auf unterschiedlichen Indikatoren abstellen. Marktprognosen gingen 2011 davon aus, dass sich die Höhe des Zinses zwischen 8 % und 9 % einpendeln wird.

### Bewertung durch Ratingagenturen
Die Investitionsfähigkeit der Investoren hängt mitunter von der Tatsache ab, ob Coco-Anleihen in Indizes für festverzinsliche Wertpapiere gelistet werden. Diese Aufnahme ist wegen der konstruktionsbedingten Eigenkapitalelemente jedoch fraglich. Üblicherweise wird für die Aufnahme in Anleihenindizes ein Rating vorausgesetzt. Ebenso ist es institutionellen Investoren häufig nur erlaubt, in Wertpapiere mit Rating zu investieren. Deshalb ist der Umgang der Ratingagenturen mit den Coco-Anleihen für die Marktfähigkeit der Instrumente von Bedeutung. Die Schwierigkeiten für die Ausgabe eines solchen Ratings liegen in der Berechnung der Wandlungswahrscheinlichkeit, deren Änderungen und der Frage, inwieweit diese von Ratinganpassungen bei den Emittenten abhängen.
Grundsätzlich ist bei Coco-Anleihen mit Bonitätsabschlägen im Vergleich zu herkömmlichen Bankanleihen zu rechnen, da sie mehrschichtige Risikokonstellationen beinhalten. Wegen der schwierigen Risikoeinschätzung haben die Ratingagenturen Standard and Poor’s und Moody’s bislang (Stand 2011) auf eine Bewertung verzichtet. Moody’s verneinte 2010 die Bonitätsbewertbarkeit von Coco-Anleihen: „the unpre-dictable and non-credit linked elements surrounding these triggering events make the instruments un-suitable for a fixed income rating.“ Fitch, als dritte große Ratingagentur, wird sich am existierenden Ansatz des ungestützten Emittentenausfall-Ratings (IDR) orientieren. Die bekanntgegebene Abstufung verdeutlicht die kritische Auffassung und damit die limitierte Marktfähigkeit von Coco-Anleihen.

### Verwässerungseffekte und Abwärtsspirale
Bei der Wandlung von Anleihen in Eigenkapital treten grundsätzlich zwei Verwässerungseffekte auf. Einerseits nimmt durch die Wandlung der Titel die Aktionärsanzahl zu, und die Stimmrechte der Altaktionäre werden verwässert. Andererseits entstehen bei der Ausgabe von neuen Aktien Kapitalverwässerungseffekte, sofern der Ausgabepreis der neuen Aktien unter dem aktuellen Marktpreis liegt. Wenn beispielsweise bei einer gewöhnlichen Wandelanleihe der Wandlungskurs nahe beim Aktienkurs liegt, kann bereits bei der Ausgabe dieser Wertpapiere eine Verwässerung vorliegen. Normalerweise werden diese Verwässerungseffekte über die Ausgabe von Bezugsrechten beseitigt. In der Kategorie der bedingten Pflichtwandelanleihen dagegen spielt dieser Effekt in der Regel keine Rolle. Bei Coco-Anleihen ist das Risiko einer Verwässerung infolgedessen tiefer einzustufen als bei einer gewöhnlichen Wandelanleihe. Aufgrund der bereits erläuterten Ausgestaltung ist die Optionskomponente von Coco-Anleihen wirtschaftlich wenig wertvoll einzustufen, was durch eine höhere Verzinsung entschädigt wird. Ein Vorwegzeichnungsrecht (Bezugsrecht) hätte somit nur einen geringen Wert.
Diese Argumentation gilt allerdings nur in einem stabilen Wirtschaftsumfeld. In einem angespannten Umfeld mit Stress- und Krisensituationen, wenn ein Institut Coco-Anleihen ersetzen oder ergänzen muss und der Eintritt der Wandlung wahrscheinlich erscheint, kommen anderen Mechanismen zum Zuge. In einem solchen Szenario kann der Verwaltungsrat das Vorwegzeichnungsrecht der bisherigen Aktionäre aus wichtigen Gründen ausschließen oder beschränken. Er ist aber in diesem Fall dazu angehalten, die Coco-Anleihen zu Marktbedingungen auszugeben. Altaktionäre haben in dieser Hinsicht einen Abschlag zugunsten der Platzierbarkeit von Coco-Anleihen hinzunehmen. Gesellschaftsinteressen und Systemschutz stehen daher im Vordergrund, weshalb Altaktionäre dem Verwaltungsrat gewisse Ermessensspielräume einzuräumen haben.
Inhärent besteht dennoch die Gefahr von Verantwortlichkeitsklagen gegen Mitglieder des Verwaltungsrats bei ungewöhnlicher Ausgestaltung von Coco-Anleihen. Ein weiteres Gefahrenpotenzial aus beschriebenen Zusammenhängen liegt für das Finanzinstitut in einer Abwärtsspirale in den Aktienkursen. Eine anstehende Wandlung und die damit drohende Verwässerung könnte bisherige Aktionäre dazu bewegen, ihre Aktien zu verkaufen. Die Überschwemmung des Marktes wiederum birgt die Gefahr, dass Marktteilnehmer auf Probleme bei einem Finanzinstitut tendieren und eine Abwärtsspirale der Kurse in Gang setzen.

## Schweizer Rechtslage
Seit Inkrafttreten der Too-big-to-fail-Vorlage am 1. März 2012 sind gemäß Art. 11 in Verbindung mit Art. 13 des Bankengesetzes Banken sowie mehrheitlich finanzgeprägte Gruppen und Konglomerate ermächtigt, durch Beschluss der Generalversammlung Coco-Anleihen zu emittieren. Eine Anrechnung an die Eigenmittel des Emittenten ist aber nur möglich, wenn die Ausgabebedingungen vorab durch die FINMA genehmigt wurden. Tritt das Ereignis ein, das gemäß Gesetz objektiv bestimmbar sein muss, stellt der Verwaltungsrat durch öffentliche Urkunde die Umwandlung in Eigenkapital fest. Die Umwandlung ist umgehend im Handelsregister einzutragen, die Handelsregistersperre ist ausgeschlossen. Eine Verwendung von Cocos zu anderen Zwecken als der Stärkung des Eigenkapitals, also beispielsweise für Fusionen oder Übernahmen ist ausgeschlossen. Ein allfälliger Ausschluss des Vorwegzeichnungsrecht ist nur durch Beschluss der Generalversammlung möglich.

## Kritik
Coco-Anleihen sind erst in den letzten Jahren, insbesondere nach der Finanzkrise, auf den Markt gekommen. Sie werden von einigen Fachleuten kritisch bewertet:
- Coco-Anleihen werden in der Regel bei Unterschreiten bestimmter Eigenkapitalquoten von Fremd- in Eigenkapital gewandelt. Dies ist für den Schuldner, der sich dann offensichtlich in einer schwierigen finanziellen Lage befindet, sehr hilfreich. Der Gläubiger erhält jedoch anstelle der Schuldverschreibung als Ersatz Anteile an einer in Not geratenen Institution, die im schlimmsten Fall wertlos sind.
- Die Zinsbedienung der Coco-Anleihen ist seitens des Kreditinstituts – wie auch andere Zinsaufwendungen – steuerlich abzugsfähig. Gemäß Basel III werden die Anleihen jedoch bei Kreditinstituten wie Eigenkapital gewertet, das üblicherweise aus dem Ergebnis nach Steuern bedient wird. Der hybride Charakter hat zur Folge, dass die steuerlichen Vorteil beim Emittenten sind. Die Nachteile liegen jedoch beim Staat als Steuereinnehmer.
- Es erscheint fraglich, ob die Risiken einer Coco-Anleihe einem privaten Bankkunden vom emittierenden Kreditinstitut stets ausreichend verständlich dargestellt werden, insbesondere wenn das Kreditinstitut Eigeninteressen bei der Ausgabe der Schuldverschreibungen verfolgt.